# Smradľavé jazierko
Smradľavé jazierko je krasové jezero ve Slovenském krasu na jižním Slovensku. Nachází se na Silické planině nedaleko jeskyně Domica, v katastru obce Kečovo v okrese Rožňava.
Leží v nadmořské výšce 339 m na rozhraní hlinitých štěrků a světlešedých vápenců. Je silně zanášené hlínou. Hloubka jezera se snížila o 1 m v důsledku zásahů člověka. Jezero postupně zarůstá a je v pokročilém stádiu zániku.